# Les Chavannes-en-Maurienne
Les Chavannes-en-Maurienne é uma comuna francesa na região administrativa de Auvérnia-Ródano-Alpes, no departamento da Saboia. Estende-se por uma área de 4.69 km². Em 2010 a comuna tinha 237 habitantes (densidade: 50,5 hab./km²).